# José Matías Grez
José Matías Grez y Ubeda, séptimo alcalde del municipio de Rancagua (Santiago 1766-1840). Hijo de Juan Antonio Grez y Díaz-Pimienta y Manuela Josefa Ubeda y Vélez. Educado en el Seminario de Santiago. Contrajo matrimonio con Mercedes Fontecilla Valenzuela en 1800, con quien no tuvo sucesión.
Alcalde de Rancagua entre 1804 y 1805. 
| Predecesor: Pedro Antonio Baeza y Besoaín | 7º Alcalde de Rancagua 1804-1805 | Sucesor: Pablo de Mendoza y Merino |